# Каплан, Нина Александровна
Нина Александровна Каплан (урожд. Богданова; 1921, пос. Памяти 13 Борцов, Красноярский край — ?) — советский инженер оптико-механик, лауреат Государственной премии СССР (1967).
Родилась 3 июля 1921 года в поселке Памяти 13 Борцов Красноярского края.
До войны окончила два курса института авиаприборостроения (1939—1941).
Во время блокады Ленинграда работала в медико-санитарных формированиях Красного Креста.
В 1944 г. зачислена на III курс Ленинградского института точной механики и оптики (ЛИТМО). После его окончания (1948) работала во ВНИИ телевидения (ВНИИТ): инженер, старший инженер.
Лауреат Государственной премии СССР (1967) — за создание, исследование и внедрение комплекса оптических систем для работы в жидких средах. Награждена медалями.